# Рододендрон Шлиппенбаха
Рододе́ндрон Шли́ппенбаха (Rhododendron schlippenbachii) — листопадный кустарник, вид подрода Pentanthera секции Sciadorhodion рода Рододендрон (Rhododendron) семейства Вересковые (Ericaceae).
Один из самых красивых листопадных рододендронов. Назван в честь Александра Егоровича Шлиппенбаха, морского офицера, собравшего этот вид в 1854 году в Корее, во время экспедиции на фрегате «Паллада».

## Биологическое описание

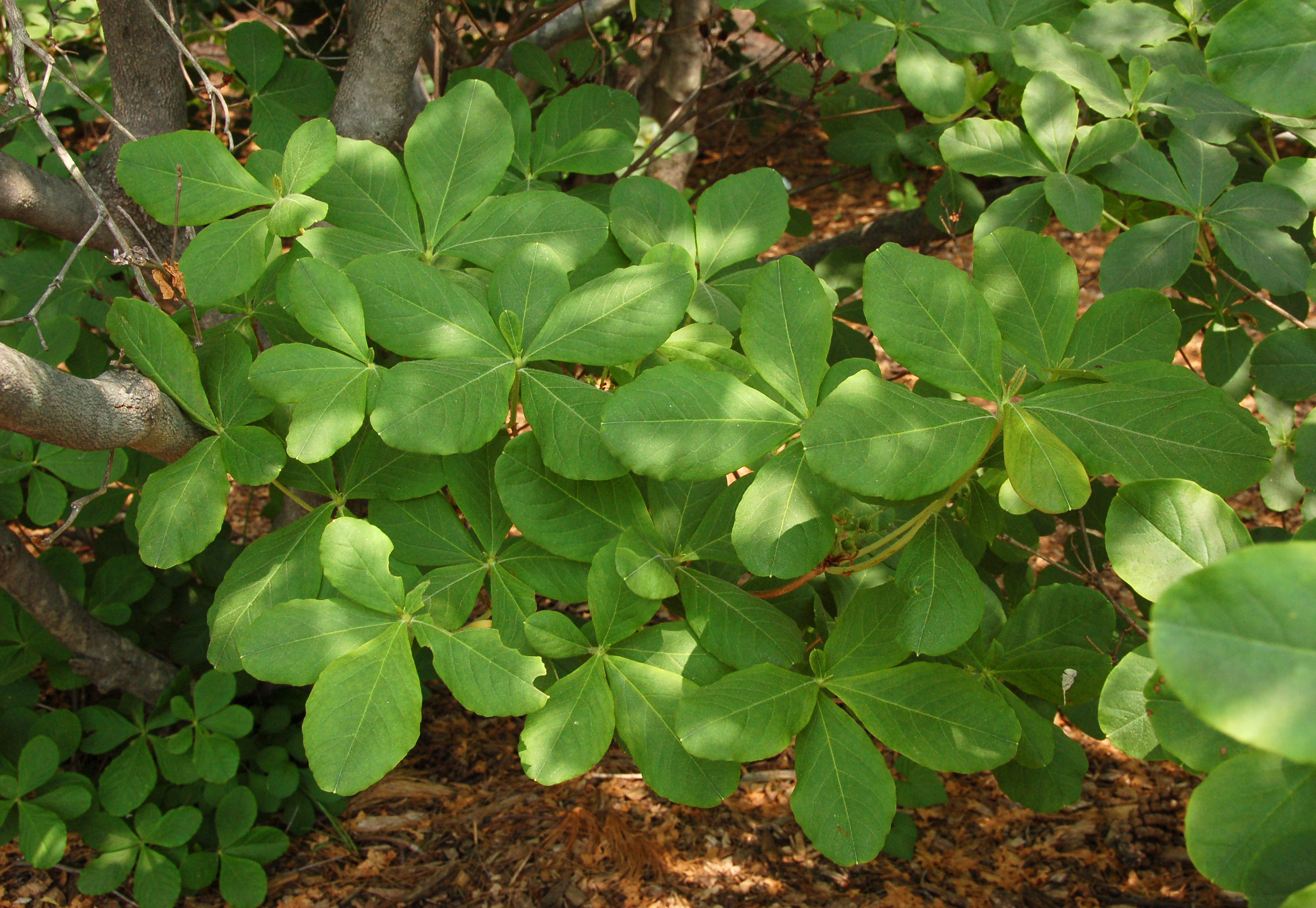
Листья

Листопадный раскидисто-ветвистый кустарник 0,6—2 (5) метров высотой. Кора светло-серая.
Молодые побеги ржаво-железисто опушённые, позднее голые, буроватые.
Листья собраны по 4 (5) на концах побегов, клиновидно-обратнояйцевидные, 4—10 см длиной, 2,5—5(7) см шириной, с закруглённой или обрубленной, обычно широкой верхушкой, со слегка волнистым, цельным, в нижней части реснитчатым краем, сверху тёмно-зелёные, почти голые, снизу по жилкам волосистые, осенью ярко окрашенные. Черешки ржавожелезистые, 2—4 мм длиной.
Цветки по 3(1)—6, распускаются одновременно с листьями или несколько раньше, цветоножки железисто-волосистые, около 10 мм длиной (при плодах до 17 мм), чашечка с железисто-реснитчатыми долями 5—8 мм длиной, венчик бледно-розовый с пурпуровыми крапинками, 5—8 см в диаметре, широко колесовидно-колокольчатый. Тычинок 10, нити в нижней части волосистые, загнуты вверх. Завязь и столбик у основания железисто-щетинистые.
Плод — коробочка, продолговатая или продолговато-яйцевидная, около 1,5 см длиной.
Цветение в апреле-мае.

## Распространение

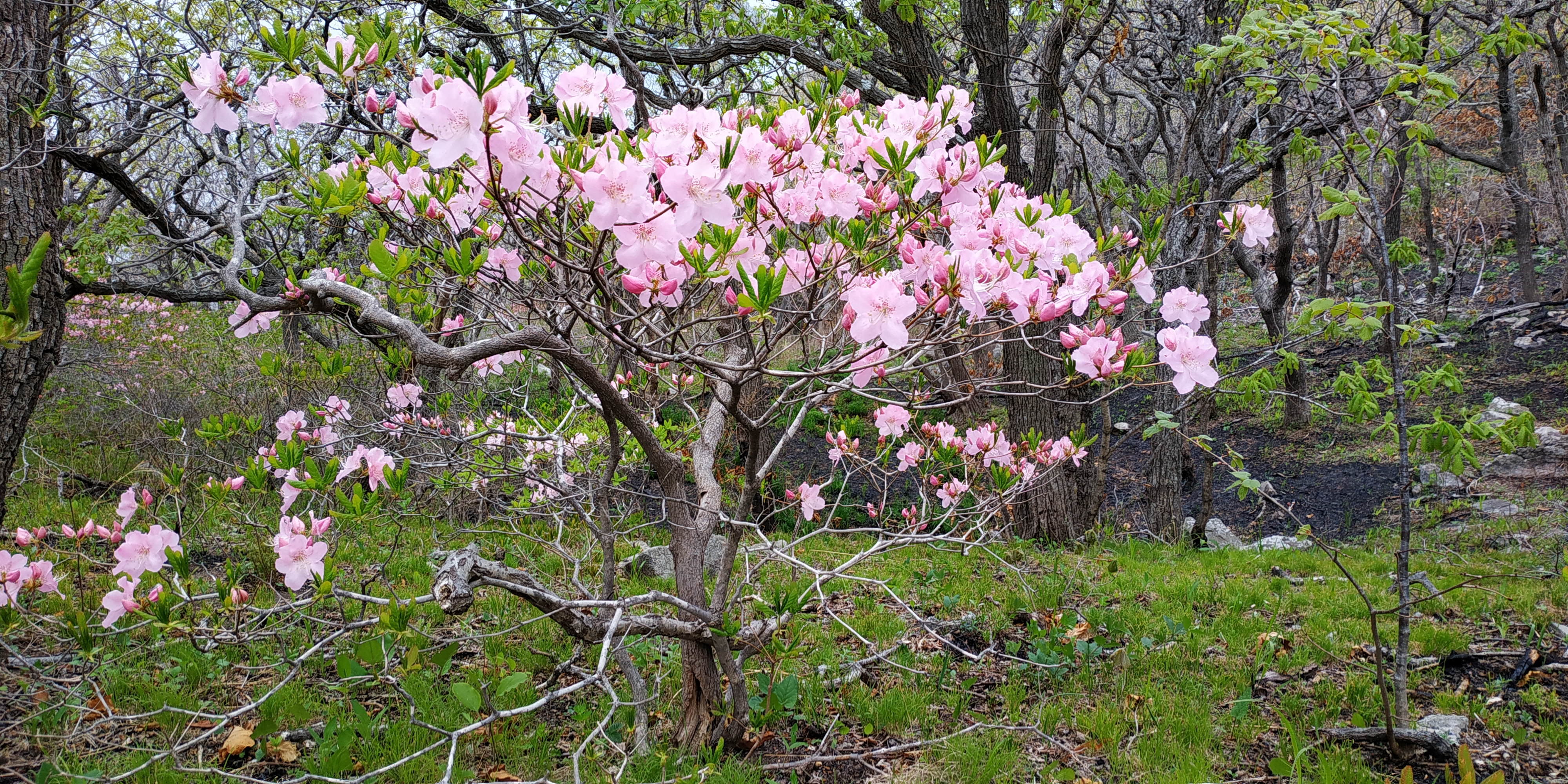
На полуострове Гамова

Северо-восточный Китай, Корея, Япония (возможно, только в культуре). Растёт на сухих каменистых склонах гор и в светлых лесах, образуя небольшие заросли. В горах Кореи является одним из самых распространённых кустарников в светлых дубовых и сосновых лесах, а также выше границы леса.
В России встречается только в Хасанском районе на юге Приморья, очень обильно распространен на полуострове Гамова. На сухих каменистых горных склонах преимущественно низкорослый стелющийся кустарник высотой 25-40 см, но в лесах может достигать 3—4 метров в высоту и иметь мощный ствол до 7-8 см в диаметре.

## В культуре

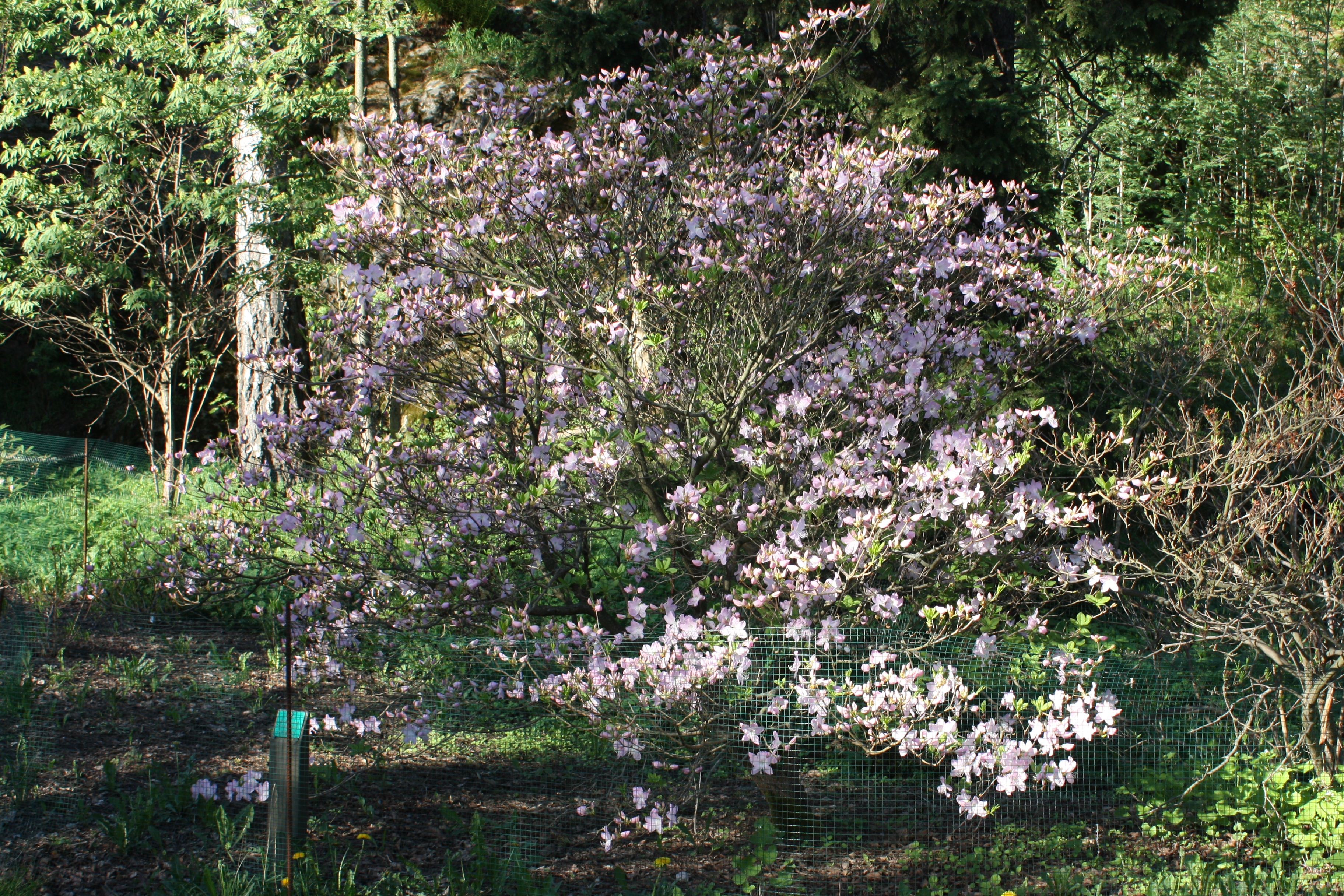
Рододендрон Шлиппенбаха в Meilahti Arboretum (Хельсинки, Финляндия)

Как декоративное растение культивируется с 1893 года (по другим данным с 1865 года).
Выдерживает понижения температуры воздуха до −26 °С. Корневая система выдерживает понижения температуры до −9 °C. Зимостоек в Санкт-Петербурге. В Латвии интродуцирован в 1956 году, полностью зимостоек. Ежегодно обильно цветёт и даёт качественные семена. В случае поздних весенних заморозков обмерзают цветки.

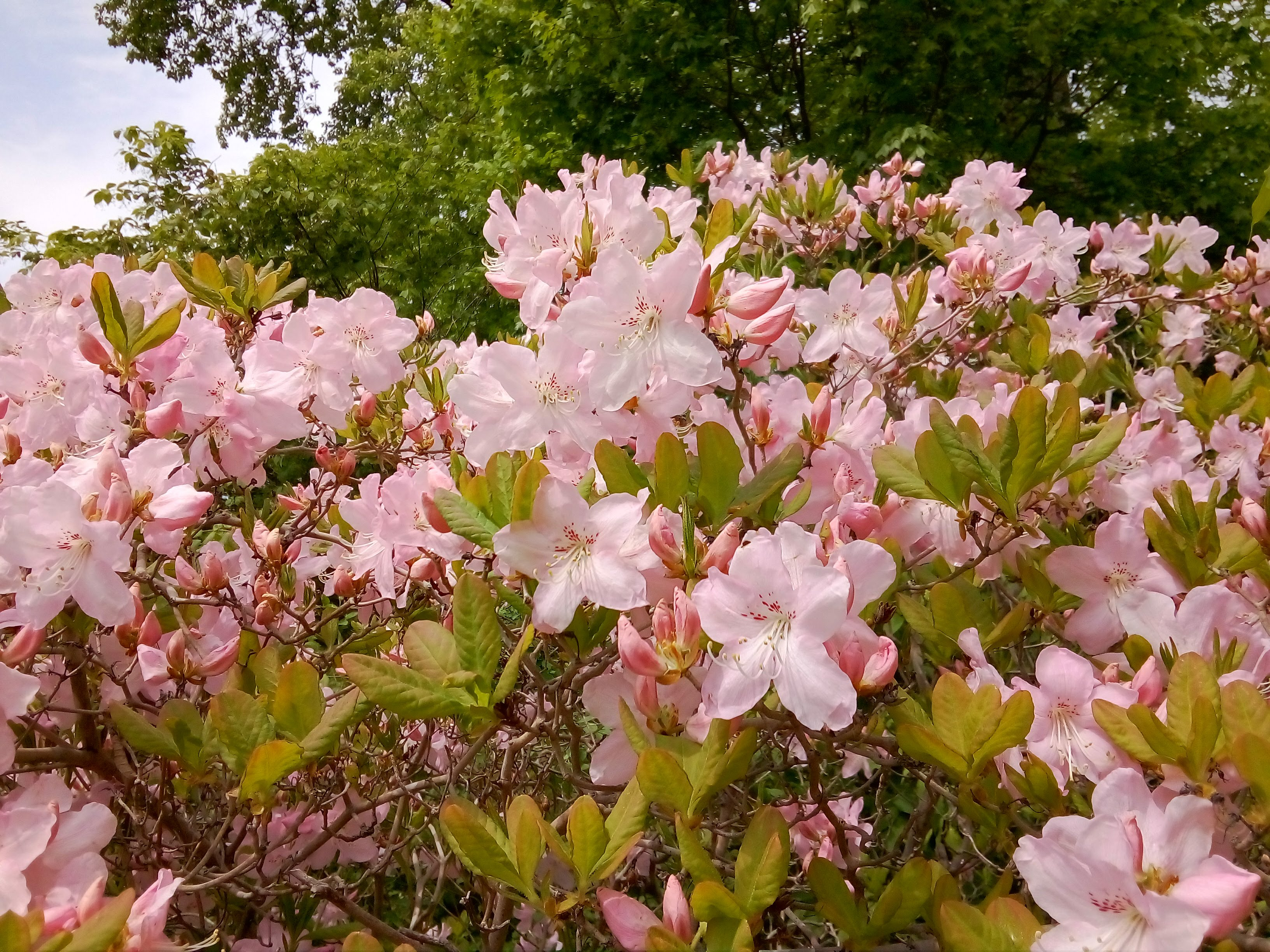
В ботаническом саду ДВО РАН

В ГБС представлен несколькими образцами различного происхождения. Высота растений в возрасте более 20 лет составляет 0,7—1,5 м, диаметр стволиков у корневой шейки — свыше 2 см, диаметр кроны куста — 70—210 см. Ежегодный прирост равен 4—12 (22) см. Вегетация со второй половины апреля до конца октября — середины ноября. Продолжительность вегетации растения составляет 185—200 дней. Рост побегов начинается в первой половине мая и иногда продолжается до начала июня. При прекращении роста главного побега (в случае его гибели) растение обильно ветвится, образуя до 12 боковых ветвей второго порядка. Боковые побеги в некоторых случаях развиваются у корневой шейки, и тогда происходит интенсивное кущение. 
Продолжительность массового цветения две-три недели. По многолетним наблюдениям, самый ранний срок начала цветения — 8 мая 1967 г., самый поздний — 5 июня 1972 г. Заканчивается цветение в конце мая (31-го числа), самый поздний срок был 16 июня 1965 г. Первое цветение рододендрона в условиях Москвы наблюдалось в возрасте восьми лет. Первое цветение на Дальнем Востоке (в Уссурийске) возможно в возрасте шести лет. 
В Москве плоды созревают в октябре, иногда не завязываются. Осенняя окраска у листьев появляется во второй половине июня, затем побурение усиливается. Перед опадением листья часто засыхают, свертываются в трубку, опадают в октябре. Полное одревеснение побегов приурочено к 14—22 сентября. В условиях Москвы рододендрон Шлиппенбаха зимостоек, но в отдельные годы сильно повреждаются цветочные почки и молодые листья поздними весенними и летними заморозками. Побеги и молодые листья буреют от солнечных ожогов. Зимой обмерзают концы однолетних побегов, но чаще всего от морозов страдают цветочные почки, которые повреждаются полностью пли частично. Цветки на нижних побегах, находящихся под снегом, морозом не повреждаются. Зимует без укрытия.
В условиях умеренно-континентального климата полностью зимостоек Нижегородской области относительно зимостоек. В суровые зимы подмерзают цветочные почки. Семена вызревают.
Приспосабливается к известковой почве лучше многих родственных видов. Рекомендуется посадка с северной стороны зданий, или в полутени, в защищенных от ветра местах.
При обработке стимуляторами корнеобразования укореняется 63 % черенков.

## Значение и применение
Медоносное растение. Отлично посещается пчёлами и другими насекомыми для сбора нектара и пыльцы в течение всего дня.